# Batara de Lafresnaye
Thamnophilus multistriatus
Espèce
Répartition géographique
Statut de conservation UICN

 LC  : Préoccupation mineure
Le Batara de Lafresnaye (Thamnophilus multistriatus) est une espèce de passereaux de la famille des Thamnophilidae.

## Répartition

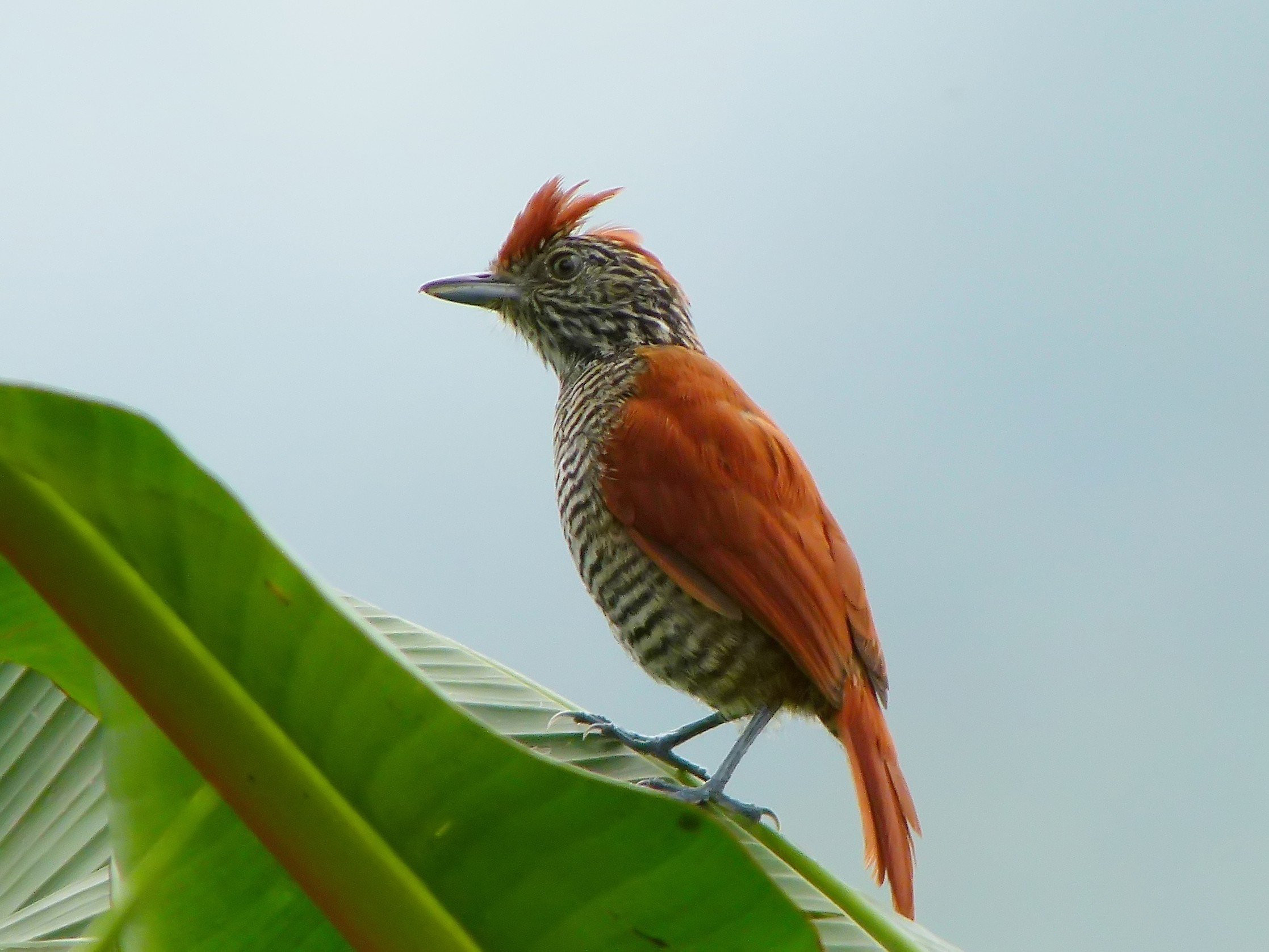
Une femelle.

Son aire s'étend à travers les Andes colombiennes et la serranía del Perijá.